# AMD K12
K12是AMD第一款基於ARMv8-A（AArch64）指令集的微架構，預計將在2016年公布。但隨著當時負責此專案的AMD首席架構師Jim Keller跳槽至特斯拉，K12專案也就不了了之。

## 基本介紹
K12將基於格羅方德/三星 14奈米FinFET的製程。
微架構將聚焦在高頻和電源效率，並將以高密度伺服器，嵌入式、半定制的市場區隔為目標。

## 外部連結
- （简体中文） AMD宣布K12：自主设计ARM架构来了！（页面存档备份，存于）
- （繁體中文） Project SkyBridge 公佈，AMD 更新 ARM 核心 Roadmap 至 2016 年「K12」（页面存档备份，存于）